# 大頭腹獅子魚
大頭副獅子魚（学名：Paraliparis macrocephalus）為輻鰭魚綱鮋形目杜父魚亞目獅子魚科的其中一種，其种加词“macrocephalus”意为“大头的”。分布於南冰洋的羅斯海海域，棲息深度1181-1191公尺，體長可達10.4公分，為深海底棲性魚類，屬肉食性，生活習性不明。